# ليلة السكاكين الطويلة
ليلة السكاكين الطويلة (بالألمانية: Nacht der langen Messer) أو «عملية الطائر الطنان» أو ما يعرف بالألمانية بـ«روم بوتش»، هي عملية تطهير وقعت في ألمانيا النازية بين 30 يونيو و2 يوليو 1934، نفذ فيها أدولف هتلر وبتشجيع من هيرمان غورينغ وهاينريش هيملر سلسلة من عمليات الإعدام خارج نطاق القضاء لأجل تعزيز قبضته على السلطة في ألمانيا، وكذلك للتخفيف من مخاوف الجيش الألماني حول دور إرنست روم وكتيبة العاصفة(إس أ)، التي هي قوة شبه عسكرية تابعة للحزب النازي. ولقد عرضت الدعاية النازية عمليات القتل كإجراء وقائي ضد انقلاب وشيك مزعوم من قبل إس أ تحت قيادة روم.
معظم عمليات القتل نفذت بواسطة القوات شبه العسكرية شوتزشتافل (إس إس) تحت قيادة هملر، والغيستابو والشرطة سرية. كان القتلى مجموعة من قادة كتيبة العاصفة، وأبرزهم إرنست روم، الذي يعد من أبرز حلفاء وداعمي هتلر. وقتل أيضاً أعضاء بارزين في الحزب النازي ذوي توجه اشتراكي رادكيالي من بينهم جريجور ستراسر، إضافة إلى سياسيين محافظين ومناهضين للنازية مثل المستشار السابق كورت فون شلايشر، والسياسي البافاري غوستاف ريتر فون كهر الذي أفشل انقلاب هتلر في ميونخ سنة 1923. واستهدفت عمليات قتل قادة إس أ إلى تحسين صورة حكومة هتلر أمام المواطنيين الألمان الذين ازدات انتقاداتهم لأساليب إس أ المخيفة.

## الأهداف
تحرك أدولف هتلر ضد «إس أ» وزعيمها إرنست روم لأنه رأى استقلال «إس أ» وميل أعضائها لأعمال العنف في الشوارع باعتبارها تهديدا مباشرا لسلطته. كما أراد التوفيق بين قادة قوات الجيش الألماني الذين يخشون ويحتقرون الـ«إس أ» لطموح روم الخاص في استيعاب قواتها تحت قيادته الخاصة. وأخيرا، فقد استغل هتلر عملية التطهير للهجوم وللقضاء على منتقدي نظامه، وخصوصا تلك الموالية لنائب المستشار فرانز فون بابن، وتسوية الحسابات مع الأعداء القدامى.

## النتائج
لقي ما لا يقل عن 85 شخصا حتفه خلال عملية التطهير، على الرغم من أن العدد النهائي للقتلى قد يكون بالمئات، واعتقل أكثر من ألف من المعارضين. ونفذت معظم عمليات القتل من قبل شوتزشتافل (اس اس) الجستابو، الشرطة السرية للنظام. ولقد عززت عملية التطهير توحيد ودعم قوات الدفاع الألماني لهتلر. وقدمت الأسس القانونية للنظام النازي إذ ألغت الحظر القانوني القديم ضد عمليات القتل خارج نطاق القضاء لإثبات ولائهم للنظام.

## الإرث
مثّلت ليلة السكاكين الطويلة انتصارا لهتلر، ونقطة تحول للحكومة الألمانية، وثبّتته «كقائد أعلى للشعب الألماني»، كما صرح في خطابه في 13 يوليو في الرايخستاغ. اعتمد هتلر هذا اللقب رسميا في نيسان/أبريل 1942، وبالتالي وضع نفسه قانونيا وواقعيا فوق نطاق القانون. تم بذلك إلغاء قرون من الاجتهادات التي تحظر القتل خارج نطاق القضاء، وعلى الرغم من بعض الجهود الأولية التي بذلها المدعون العامون المحليون لاتخاذ إجراءات قانونية ضد أولئك الذين نفذوا جرائم القتل، والتي سرعان ما ألغى النظام الحكم بها، فقد بدا أنه لا قانون سيُقيِّد استخدام هتلر للسلطة بعد الآن. وبعد مرور سنوات، في نوفمبر/تشرين الثاني 1945، وأثناء مقابلته مع عالم النفس غوستاف غيلبرت في زنزانته أثناء محاكمات نورمبرج، برر غورينغ بغضب عمليات القتل لغيلبرت قائلا «إنه لأمر جيد للغاية أني محوتهم من الوجود، لقد كانوا سيمحوننا هم من الوجود».